# Drużynowe Mistrzostwa Świata Juniorów na Żużlu 2015
Drużynowe Mistrzostwa Świata Juniorów na Żużlu 2015 (DMŚJ) – cykl turniejów żużlowych, mających wyłonić najlepszą drużynę narodową (do lat 21) w sezonie 2015. Po raz 8. w historii złote medale zdobyli reprezentanci Polski.

## Finał
- Mildura, 31 października 2015

| Msc |                                                                 | Drużyna / Zawodnik                                   | Biegi     | Punkty |
| --- | --------------------------------------------------------------- | ---------------------------------------------------- | --------- | ------ |
| 1   |                                                                 | Polska                                               | Polska    | 50     |
| 1   | Maksym Drabik Piotr Pawlicki Bartosz Zmarzlik Paweł Przedpełski | (3,3,3,1,3) (3,3,3,3,3) (w,3,2,1,1)                  | 13 15 7   |        |
| 2   |                                                                 | Dania                                                | Dania     | 39     |
| 2   | Nikolai B. Jakobsen Anders Thomsen Mikkel Bech Mikkel Michelsen | (3,2,2,3,2,3) (2,2,w,–,–) (2,1,2,3,4!,2) (2,2,1,1,w) | 15 4 14 6 |        |
| 3   |                                                                 | Australia                                            | Australia | 29     |
| 3   | Nick Morris Max Fricke Jack Holder Brady Kurtz                  | (d,2,6!,2,1) (1,1,1,1,2) (w,0,1,2,1) (1,1,2,2,1)     | 12 6 4 7  |        |
| 4   |                                                                 | Niemcy                                               | Niemcy    | 5      |
| 4   | Valentin Grobauer Mark Riss Michael Haertel Erik Riss           | (0,0,0,0,0) (2,0,0,0,d) (w,0,w,0,1 (1,1,0,0!,0)      | 0 2 1 2   |        |

Bieg po biegu:
1. Pawlicki, Michelsen, E. Riss, Morris (d)
2. Drabik, Bech, Fricke, Haertel
3. Zmarzlik, Thomsen, Kurtz, Grobauer
4. Jakobsen, M. Riss, Przedpełski (u/w), Holder (u/w)
5. Przedpełski, Michelsen, Fricke, Grobauer
6. Zmarzlik, Morris, Bech, M. Riss
7. Drabik, Thomsen, E. Riss, Holder
8. Pawlicki, Jakobsen, Kurtz, Haertel
9. Drabik, Kurtz, Michelsen, M. Riss
10. Pawlicki, Bech, Holder, Grobauer
11. Morris!, Przedpełski, Haertel (u/w), Thomsen (u/w)
12. Zmarzlik, Jakobsen, Fricke, E. Riss
13. Bech, Kurtz, Przedpełski, E. Riss!
14. Zmarzlik, Holder, Michelsen, Haertel
15. Pawlicki, Bech!, Fricke, M. Riss
16. Jakobsen, Morris, Drabik, Grobauer
17. Pawlicki, Jakobsen, Holder, M. Riss (d)
18. Zmarzlik, Bech, Kurtz, Grobauer
19. Drabik, Fricke, Haertel, Michelsen (w)
20. Jakobsen, Morris, Przedpełski, E. Riss